# الحمة (بيشة)
الحمة وهي قرية من قرى محافظة بيشة التابعة إلى منطقة عسير في المملكة العربية السعودية.

## التسمية والموقع
الحَمَّة بفتح أوله وثانيه مشدده وهاء، وهي من قرى الرمثين من شهران تقع إلى الشمال من مدينة بيشة على مسافة 9 أكيال وهي من قرى بني منبه من شهران على تقع إلى الشرق من وادي واعر أحد روافد وادي بيشة جنوب مركز الحازمي.
تضم القرية أيضاً عدداً من المدارس ومسجدين ومحطة انطلاق حافلات ومركزاً للإرشاد الأسري وحديقة عامة.